# Saint-Léonard (arrondissement i Montréal)
Saint-Léonard är ett arrondissement i staden Montréal i Québec i Kanada, till och med 2001 en separat stad. Antalet invånare var 79 495 vid folkräkningen 2021.